# Campo San Polo
El Campo de San Polo es la mayor plaza de Venecia (Véneto, Italia) tras la plaza de San Marcos. Se encuentra en el sestiere de San Polo.

## Descripción
Originalmente estaba dedicada a la agricultura y al pastoreo, hasta que en 1493 fue totalmente pavimentada, colocándose un pozo (una de las pocas fuentes que se encuentran en Venecia) en el centro. Posteriormente fue utilizada como escenario de muchas corridas de toros, bailes de máscaras y sermones religiosos. En el siglo XVII, el mercado de los pobres se trasladó de la plaza de San Marcos a este lugar . 
Sigue siendo hasta el día de hoy uno de los lugares más populares en el carnaval y también se utiliza para conciertos al aire libre y proyecciones durante el festival de cine. 
Lorenzino de Medici fue asesinado aquí en 1548. 
Frente a la iglesia de San Polo están los siguientes edificios:
- Palacio Tiépolo
- Palacio Soranzo
- Palacio Donà
- Palacio Corner Mocenigo

## Galería

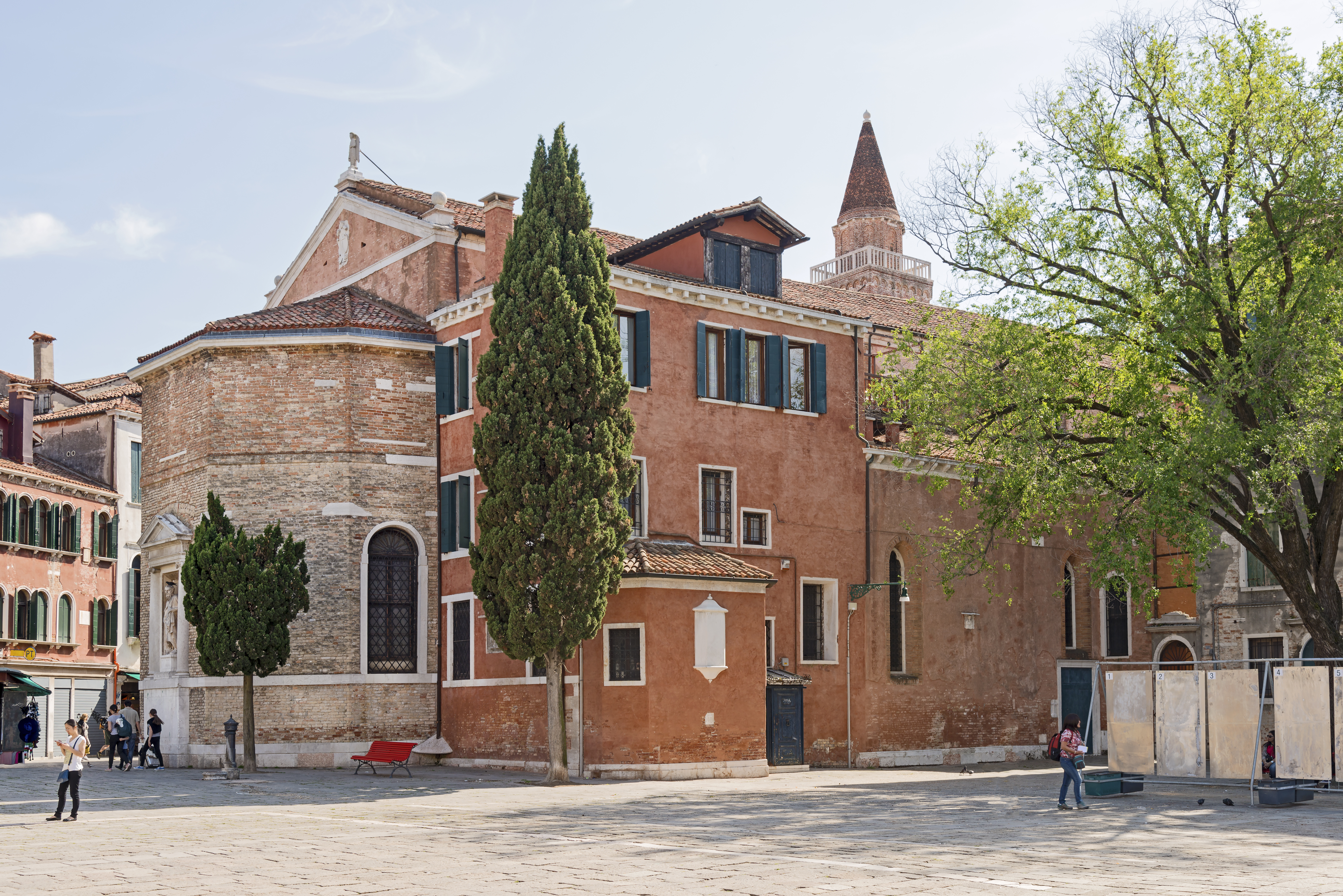
Iglesia de San Polo.
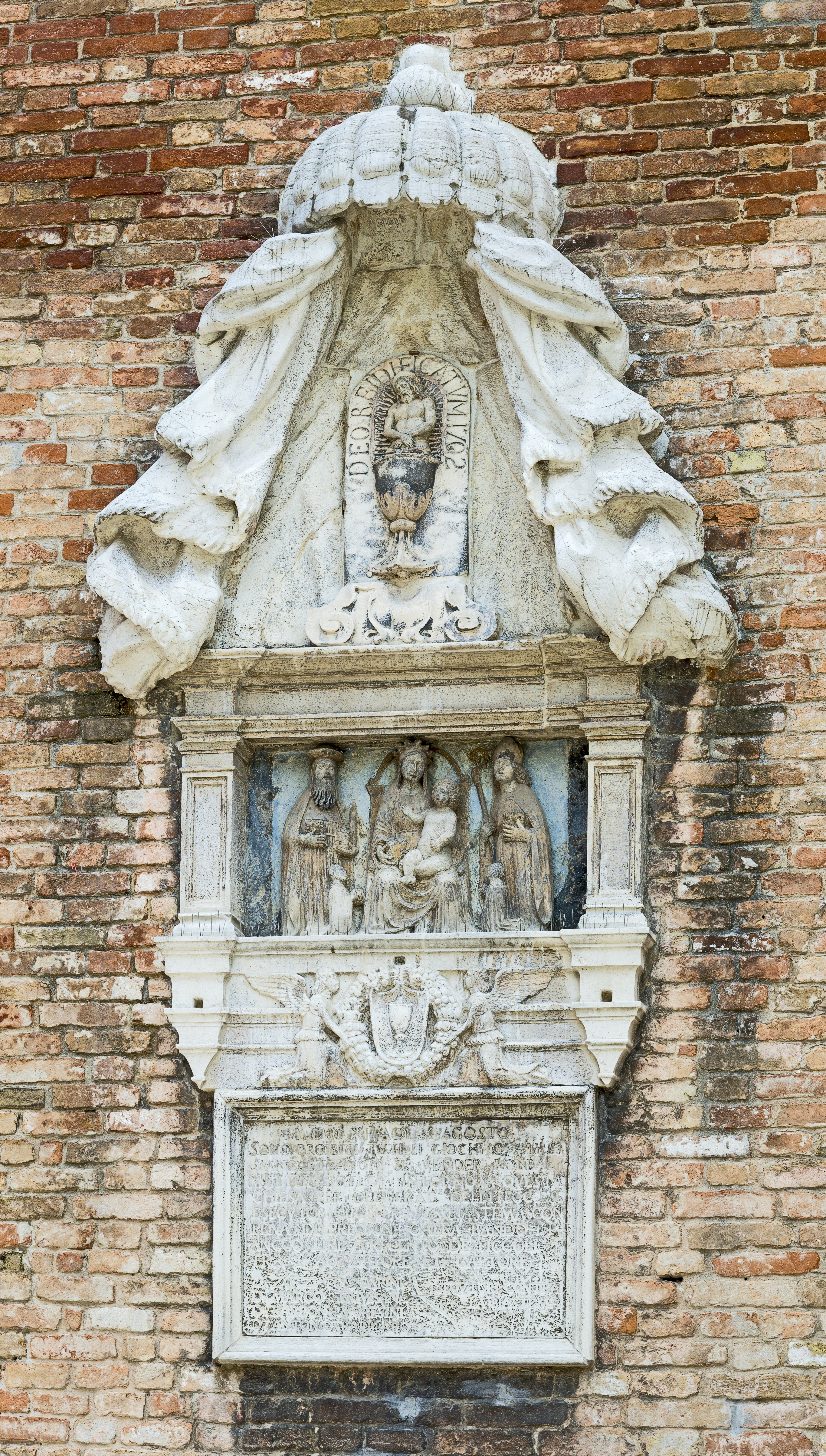
Placa prohibiendo los juegos en la plaza.